# Acid glucuronic
Acidul glucuronic este un acid uronic derivat de la glucoză. Împreună cu acidul gluconic, sunt produșii de fermentație din băutura Kombucha.

## Importanță

### Glucuronidarea

Glucuronidarea 4-aminobifenilului prin formarea unei legături β-glicozidice.

Acidul UDP-α-D-glucuronic (notat UDPGA) este frecvent implicat în metabolizarea, prin reacții de conjugare, de fază II, a unor xenobiotice și endobiotice. În urma formării de legături glicozidice cu resturi tiol, amino și hidroxil, sau prin esterificarea grupelor carboxil și hidroxil, are loc conjugarea acestor compuși. Procesul este denumit glucuronidare sau glucuronoconjugare, și are loc predominat la nivel hepatic, deși enzimele responsabile de procesul biochimice (denumite UDP-glucuroniltransferaze) sunt prezente în majoritatea organelor.